# Inon ou la conquête du feu
Pour plus de détails, voir Fiche technique et Distribution.
Inon ou la conquête du feu est un film d'animation québécois réalisé par Frédéric Back, sorti en 1971.

## Synopsis
D'après une légende algonquine, les animaux partent conquérir le feu détenu par Inon, le Dieu-tonnerre.

## Fiche technique
- Titre français : Inon ou la conquête du feu
- Réalisation : Frédéric Back
- Scénario : Pierre Sarrazin
- Musique : Jean Cousineau
- Pays d'origine : Canada
- Format : Couleurs - 35 mm
- Genre : animation, court métrage
- Durée : 10 minutes
- Date de sortie : 1971